# ご主人様は山猫姫
『ご主人様は山猫姫』（ごしゅじんさまはやまねこひめ）は、鷹見一幸による日本のライトノベル。イラストは春日歩。電撃文庫（アスキー・メディアワークス→KADOKAWA）より2009年4月から2014年4月まで刊行された。
当初12巻完結を予定しており、11巻あとがきにも12巻完結の記述がある。しかし、外伝として予定されていた話が描き切れなかったため、2巻程度続刊する計画がある。なお、11巻あとがきには、別途、新シリーズとして同じ世界の50年後を舞台とした海洋冒険ものを企画している旨の記述もある。この企画の冒頭部分は一部がカクヨムで公開されている。
8世紀から12世紀頃の中国をモデルにした架空の国延喜帝国の若者とその北方に暮らす遊牧民シムールの姫の物語。

## 登場人物

### 侘瑠徒「北域維新軍」
後に北域十二都市の内、九都市を治める「北域国」となる。今までの帝国になかったシムールとの同盟関係を持ち、その騎馬兵力は北域国の強大な力となっている。今やその勢力は飛ぶ鳥を落とす勢いがある。
泉野 晴凛（せんや せいりん）
主人公。初登場時は19歳。泉野家の三男だが兄二人とは母が違う異母兄弟である。後妻である母親は辺境の王族の血を引いている。エリート一家の生まれだが、優しい性格のため、武人には向ないと判断され、暗記も苦手なために科挙に連続して落第し、落ちこぼれと呼ばれていた。幼いころから市場で遊んでさまざまな言語に精通しており、シムールの言葉を話せるのを月原弦斉に買われ、ミーネ姫の教育係となる。やや気弱なところがあるが心優しく誠実な性格であり、わがままだったミーネも心を許している。
侘瑠徒の総督だった月原弦斉が苑山燕鵬との確執から解任された後、シャン族の居留地でしばらく生活をすることになる。その折、弓聖と名高い老人ルデルに弓の扱いを教わり、鍛試（試験）を経て、龍射（帝国における百騎長）の称号を受ける。その弓の実力はシムール・帝国双方でも並ぶ者無き腕前となる。ひょんなことから侘瑠徒の町を守る総大将となり、第一次侘瑠徒防衛戦ではシムールのタッケイ族・ユルム族の連合軍3万人に対し、皇伏龍の立てた霜弊経の像を使った策略と自身の弓技にて勝利する。だが月原弦斉と、弦斉を憎む苑山燕鵬の確執から中央に疑われて謀反人に仕立て上げられてしまう。そのためになりゆきから「侘瑠徒」の王を名乗り、「尊王討奸」の旗を掲げて世直し軍を立ち上げることとなる。
帝国との不利を少しでも覆すためにシムールの首都エルソムへと赴いた際は、ミーネ姫の提案とシャール姫の要望を叶えたタッケイ族長スンタタの懇願からシムール初の妻を決める料理勝負へと発展する。結果は紆余曲折を経て、3年後に改めて決めることとなっている。そのような出来事と性格も気に入られ、シムール族王エオルとは友好な関係を築いている。帰国後、謀反鎮圧のために送り込まれた帝国緑軍三万との第二次侘瑠徒防衛戦では苦境に陥るも、思いがけない援軍もあり、結果的に大勝利する。延声攻略戦の後、犂山綾世の推挙で「北域王」を名乗ることになる。
帝都に潜入していた伏龍から長嶺帝暗殺計画を知らされて、それを防ぐために伏龍の策で世間には内密で出陣し、長嶺帝の救出に成功する。
長嶺帝を保護した後、エオル王から叱咤を受けた長嶺帝の意を受け、帝国の崩壊を食い止めるために出陣し、帝都近くの征古原で帝国軍と合流する。
とある事情から一時期眼帯を付けていたため、（メンミにドツかれただけだが）隻眼であると言う噂が広まり「北域の独眼竜」とも呼ばれる。その弓の腕前から、70年前の「北擾の役」に英雄と称えられた霜弊経の生まれ変わりとも評されている。
シャン・クム・ミーネ
初登場時は13歳。シャン族の姫。上の4人の姉は既に許嫁が決まっている。末娘で可愛がられて育ったため常識を知らず、そのため周囲から山猫姫と揶揄されていた。しかし、頭の回転は良く、帝国語も早く覚え、様々な発想により周囲の人間を驚かせることも多い。元々は帝国とシムール（シャン族）との友好関係を築くために、皇帝の後宮に送られるはずだった。
羊の焼肉が大好物。妻を決める料理勝負では現代でいうドネルケバブを考案する。晴凛の嫁候補で自称・嫁。
シルム・カンカ・ミリン
ミーネの世話係、父方の祖父が帝国人で祖母から習っていた帝国語をシムール訛りではあるが話すことができる。ミーネのことを山猫と呼んでいる。シムールでは「毒舌ミリン」と呼ばれて恐れられていて、その毒舌っぷりは侘瑠徒でも発揮されている。だが、それは人間観察の裏返しであったりもする。
シムールに伝わる体術を継承しており、戦った帝国兵たちに鬼（鬼婆とも）と呼ばれた。晴凛の兄、光凛に惹かれ始めている。若干、貧乳気味。
皇伏龍 （こう ふせたつ）
初登場時は21歳。酒場で出会った帝都出身の男。本名は神流千斗（しんりゅう せんと）といい、帝都でも有名なエリート養成塾錬涯塾（れんがいじゅく）の出身だが、酒の旨さを知って落ちぶれたという。シムールとの戦いでは、晴凛や仲間達と共に霜弊経の像を使った策略で撃退に成功する。帝国緑軍との戦いでは、延声の補給担当官を篭絡し緑軍を兵糧攻めにしたり、小細工を繰り返して軍の士気を低下させる等その智謀の冴えを見せつけた。
かなり（悪い意味で）イイ性格をしており、ミーネ姫が見習ってはいけない人間だと晴凛に注意する程。昔、実家の神流想易学の学問を女性心理に適用しようとして、手酷くフラれた経験を持つ。そのためにアイリーンからのアプローチにも踏み込めない模様だったが、ある事情で傷付いていた彼女を受け容れることでアイリーンとの関係にも決着をつけた。
現在の正確な情報を得るために帝都に潜入し、錬涯塾の恩師やかつての仲間達を組織して長嶺帝暗殺計画という情報を得、北域国へと帰還し、晴凛達と共にその計画を防ぎ、長嶺帝の保護に成功する。
征古原の戦いにおいても帝国･北域連合軍の軍師となり、策を献策する。
博識で政治の情勢にも詳しく、北域国のみならず、帝国内にもその名を轟かせる比類なき名軍師。
アンギュトヌス・アイリーン
伏龍を追って侘留徒にきた謎の美女。知の教団と呼ばれる秘密結社の一員で、教団からの使命は有能な人物の子供を授かること。言葉や行動の端々にその思想が現れていて、普通を望む伏龍にそのゆえんでつれなくされているが、そんなことお構いなしにアプローチしている。ただし、伏龍に対する感情は、使命感だけでは無い模様。
実情のわからない帝都に伏龍と共に侵入し情報収集をする。その際、教団に足を運んだが、その際に教義に疑問をぶつけたために破門となる。だが、そのことで逆に伏龍に決断させる切っ掛けとなり、伏龍と結ばれることとなった。その後、伏龍と共に帝都を脱出し、長嶺帝暗殺計画を止めるため、一人運例に残って情報収集を行う。
ミーネ姫が色々と余計な知恵をつけている原因でもある。
タッケイ・ラム・シャール
初登場時は17歳。タッケイ族の長スンタタの妹。一族の中では並ぶものがない弓の名手。シャールを嫁に欲しいという人物は星の数ほどいるが、自分を弓で打ち負かした男以外には嫁がないと決めていた。
第一次侘瑠徒防衛戦の前哨戦で、晴凛と勝負し完敗を喫し、晴凛にプロポーズする。
料理勝負では魚醤を使ったラグマン（煮込みうどんのような物）を作る。後にそれを発展させて現代でいうところの塩ラーメンの元祖のような物を作り上げ、皆に絶賛される。若干、安産型だがスタイルが良く、超巨乳。ミーネ姫や紫芹からその暴力的なまでのバストは嫉妬の対象となっている。晴凛の嫁候補で自称・妻。
メンミ
シャールの付き人。シャールをお姉さまと言って慕っている。
当初、シャールに対する尊敬と愛情から嫁ぐことに反対していたが、その後晴凛の人柄に触れるうちに晴凛を認めるようになる。
奥手のシャールに対して、タッケイ族の長老の奥方達から晴凛を落とすイロハ教わり、それを伝授しようとしている。
正剛龍飛 （せいごう りゅうひ）
初登場時は23歳。侘瑠徒守備隊の十人隊長だったが、第二次侘瑠徒防衛戦の折に晴凛より北壁を守る将軍（帝国からは無認可）に任命される。延声開放後、侘瑠徒の守備隊長となる。後に北域国庁舎の警護隊長となっている。
鋼長棍と呼ばれる通常の二倍の重さの鉾を用いる、盾ごと兵士をふっ飛ばすなどかなりの腕力の持ち主。学がある人間であれば年下でも兄貴と呼ぶポリシーを持ち、晴凛にも敬語で話す。
諒奏 （りょうそう）
月原弦斉の秘書官。頭の回転が早い能吏。最初のシムール戦の後、延声に報告に出てそのまま軟禁され、延声攻防戦時は牢に入れられた。延声開放後は侘瑠徒の留守居役となる。後に北域王晴凛の秘書官となる。
泉野　光凛（せんや こうりん）
泉野家の次男で先妻の子。晴凛の異母兄弟。北域維新軍の内政担当。軍務局の下級官僚で兵站を担当していたが、不正を見抜かれた財務局官僚の卑劣な罠に嵌り、そのことから忠誠を誓っていた帝国の現状に失望し、晴凛たちの仲間になる。頭の回転は速く、延声潜入作戦では捜索の兵士の目を潜り抜けるのに才を発揮し、延声の太守犂山綾世を保護した。北域国の財政運用を一手に担っている名官吏。南域討伐に際しては、北域王代理と軍の後方任務の全てを担当する。
ミリンからは「本の紙魚」等と呼ばれているが、本人はある意味納得している。ミリンに対しては好意を抱いている模様。
孟旗 （もうき）
帝国軍の軍人の代名詞のような人物。将軍だったが、負傷者の収容よりも作戦の遂行を優先しようとする沢樹に諫言し千人隊長に降格された。
侘瑠徒に約7000人の兵士とともに捕虜として収容され、晴凛の人柄と『尊王討奸』の4文字に嘘が無いことを知り、晴凛の部下になることを志願する。
晴凛のことを｢素人であるがゆえに人間の真実を知っている｣と評価した。
燎原（りょうげん）
帝国軍上佐。北域の県都・延声の守備隊隊長。内心苦々しく思いながらも上には逆らわない様に生きてきたが、光凜の件で堪忍袋の緒が切れ侘留徒側に寝返った。伏龍の実家で教える神流想易学という学問を修めている。北域行幸では北域維新軍の将軍となっている。長嶺帝暗殺阻止にても一役を買っている。
犂山綾世（すきやま りょうせい）
北域辺境県の県都「延声」の太守にして定族（皇帝の姻戚に当たる貴族）だが、苑山の息の掛かった秘書官に監視されており事無かれ主義で対応し、一度は偽の詔勅で晴凛をおびき寄せて処刑しようとした。
その後、自らの権限を拡大解釈した沢樹延銘に奥の間に幽閉され、延声攻略戦の最中に光凛とミリンによって開放され、侘留徒側に付く事になった。
父・随細と共に政治に関しては素人である晴凛の後見人の様な立場となる。

### 延喜帝国
およそ二百年の歴史を持つ大帝国。現在の皇帝は第5代長嶺帝。だが、皇帝はまだ幼く、その内情は汚職と苑山燕鵬の専横、摂政である菰野盛元の情実人事によって腐敗しきっている。軍は歩兵が中心で、数に頼る戦法を得意としている。
苑山燕鵬（そのやま えんほう）
平民から近在官になり上がり、帝国の実権を握る男。若い頃からあらゆる手段を用いて邪魔者を陥れて出世してきたが、有能ではあるが現在では周りの人間に同じように陥れられるのではないかと疑心暗鬼に陥っている。
自らの理想と帝国の現状の差に鬱屈し、菰野盛元一派との派閥争いに終始していたが、姪である紫芹に叱咤され、理性的な判断を取り戻す。だが、その直後に菰野盛元一派の無謀とも思える蜂起によって暗殺される。
菰野盛元（こもの せいげん）
帝国摂政。しかし実際には苑山の建てた表看板に過ぎない。南北で反乱がおきたと聞いて「自分はどこに逃げればいい」と言いだすあきれ果てた人間。だが、権勢欲は強く、帝国が崩壊しつつあるにも関わらず、苑山燕鵬と新たに権力争いを始めようとしている。
自らの派閥に属する者達が苑山燕鵬の暗殺に成功し、帝国の実権を握ることに一応成功する。だが混乱を収める能力はなく、帝国の崩壊に拍車をかける事となる。結果、第2の苑山燕鵬が現れるのを恐れて、長嶺帝の暗殺計画を立てて実行しようとしている。
菰野将阮（こもの しょうげん）
菰野盛元の弟の次男で甥に当たる。苑山燕鵬暗殺の実行犯。元は帝都の衛士長で苑山燕鵬暗殺後に近在官になる。第2の苑山燕鵬が現れるのを恐れて、長嶺帝暗殺計画を立てた人物。だが晴凛達に計画を見破られ、晴凛の矢で倒される。
劫陸 （ごうりく）
侘瑠徒に送り込まれた刺客。伏龍を暗殺するために他の兵士達の中に紛れていたが、ミーネとミリンをシムールの女子供呼ばわりしたことで正体がばれ、ミリンによって倒された。猛毒を塗った剣を使う。また、爪も毒が仕込んである毒手である。
沢樹延銘（さわぎ　えんめい）
伏龍の錬涯塾の後輩で、異例の処置で侘留徒攻略軍の司令官になった男。練涯塾時代よほど伏龍にやり込められたらしく伏龍に強い敵愾心を持っている。
科挙の最年少合格記録保持者であり、孟旗に作戦立案能力だけなら信頼できると判断されたり、伏龍に自分よりよっぽど頭が回ると評されるなど高い能力がある。実際、第二次侘留徒攻防戦では、伏龍の作戦を幾度も見破り、あわやのところまで侘留徒を追い詰めている。しかし人間性に致命的な欠陥があり、それ故に第二次侘留徒攻防戦、延声攻防戦と立て続けに晴凛達に敗れた。戦後処理で命は助けられたものの自分の失策を帝国全土に知らされ、大変不本意な形で「帝国の歴史に名が残る男」となる。後に名誉回復を狙い、正体を隠して南の反乱軍に協力し、その勝利に貢献することになる。
自尊心が満足すると得意気に鼻の穴が膨らむ癖がある。
榎耶（えのきや）
帝国軍参謀総長で南域討伐軍総司令官。帝国軍では孟旗と双璧をなす人物であり、帝国上層部で派閥争いに関わらない数少ない常識人。部下の信頼は厚いが、戦場では無く、貴族出身で後方任務で出世した人物の為に戦場での指揮能力は高くはない。
泉野　聡凛（せんや そうりん）
帝国軍近衛騎兵連隊連隊長。泉野家の長男で先妻の子。晴凛の異母兄弟。猛将として知られ、温蕉の前哨戦では1000の近衛騎兵連隊だけで1万の敵軍を打ち破ることに成功する。温蕉の撤退戦では火薬を用いた擲弾騎兵を使い、帝国軍の撤退を援護した。その後も近衛騎兵連隊を率いて縦横に活躍したが、長陽の渡しの戦いで南域軍の仕掛けた罠にかかり右目を負傷する。皇帝への忠義の塊のような人物で、腹の内が透けて見える打算のない男として、親族から謀反人が出ているにも関わらず誰からも信用されている。
月原弦斉 （つきはら げんざい）
晴凛の雇い主。元北緯庁総督。官民に信頼厚い優秀な宰相だったが、それを苑山燕鵬に妬まれ宰相を解任された上、辺境（侘留徒）に左遷される。元々本人に野心など無く、真に帝国のことを想ってシムールのシャン族との友好関係を築くことに成功するが、自身を基準にした苑山の疑心から南域の承安に送られ軟禁される。その後の承安軍の決起で開放されたが、長い軟禁生活から体調を崩していたことを理由に承安軍から再び軟禁され、名声のみを利用されることとなった。
帝国（苑山）からは南北の反乱首謀者と断定されているが、すでに開き直っており、時折面会に来る承安軍の司令官・面涼を指導しながらこの反乱を利用して帝国の刷新を行おうとしていたが、南域軍の想像を超えた勢いに帝国の最後を感じ始めており、絶望し始めている。
長嶺帝（ちょうれいてい）
初登場11歳。延喜帝国第5代皇帝。まだ幼く、苑山燕鵬の傀儡と化しているが、本当は物事の本質を捉えることのできる聡明な人物。菰野将阮の立てた計画のために北域へと行幸することとなる。その際自身の知らなかった帝国の真の姿を知ることとなり、ショックを受ける。その途上、運例で命を狙われるが晴凛達によって救われ、延声に逃げ延びる。そこで出会ったエオル王に自身が皇帝として何を成すべきかを叱咤と共に諭され、晴凛達と共に軍を率いて征古原へと赴く。到着後に行われた帝国軍の兵達への皇帝巡視では、兵達に感激と戦う意義を見出させ士気を上げさせた。続く戦いでも自身も戦いに加わる意思を見せている。
紫芹（しきん）
苑山燕鵬の姪で長嶺帝の側侍従。長嶺帝に思慕の念を寄せている。母の愛に恵まれなかった長嶺帝を自身が代わって守ると決めており、そのために周りに対する態度が硬化することがある。しかし、諭されればそれを受け入れる度量もある。

### シムール
エオル王
シムールの族王。報告を鵜呑みにせず、場合によってはお忍びで直接確認しに行く気質の持ち主。晴凛にとっては、王としての心構えを教えてくれる人物。ロクト高地の砂漠化から北域国に交渉を申し込み、タリム盆地を放牧兼農耕地として借り受ける権利を得ることに成功する。ユルム族による北域王暗殺事件の後、ユルム族を追放するという苦渋の決断を下すが、晴凛の進言によってその場を収め、北域国との同盟関係をより強固にした。妹には頭が上がらないらしい。
スンタタ
シムール一番の武闘派支族タッケイ族の族長でシャールの兄。武勇に優れた有能な族長だが妹馬鹿。酒豪。
私的な行動の時は、タッケイ族の守護精霊獣である熊の毛皮を被って語尾に「クマ」とつけて話す。
ハグロラ
ユルム族族長。ユルム族は奸計や悪知恵の類が得意の支族であり帝国との戦争で漁夫の利を得ようとタッケイ族を焚き付け、侘留徒も不意打ちや闇討ちで攻撃しようとする。
帝国の北方二課の裏工作で晴凛の暗殺を画策し、実行するが失敗。エオル王から一族全てをシムールから追放すると言い渡されるが、晴凛の進言で許され族長として負けを認めた。
サイト・ラク・ウィン
エオル王の妹。シムールの巫女でもある。エオル王が唯一頭があがらない人物。

### 承安軍
北域の噂を聞いて南域の豪商たちが連合し、左遷されてきた役人「面涼」を神輿にかついで立ち上げた反乱軍。基本的に喰いつめ者や盗賊をかき集めた烏合の衆。補給や政治等には興味の無い略奪者の集団だったが、仮面の軍師、崇鳳が参加してからは、それなりに軍隊としての体裁を整えつつある。
面涼（めんりょう）
承安軍総司令官。若くして科挙に合格した男だったが、他人に配慮することができなかったため月原弦斉の共謀者として左遷になる。左遷先の承安で鳳鶴によって「官吏で面の押し出しがイイ」という理由で反乱軍の総大将にされてしまう。
崇鳳（すうほう）
謎の仮面軍師。となっているが、正体は侘瑠徒に敗れて再帰を期した沢樹延銘。この頃には人間性の致命的な欠陥は少し柔らかくなっている。承安軍の軍師を務める。兵士の感情は、士気を保つ上で重要な情報と認識するようになっている。温蕉の戦いでは軍師に抜擢され、反乱軍の勝利に貢献する。
帝都に侵攻し、帝都を焼くことによって過去の沢樹延銘の不名誉な名を消して、自身の名誉を取り戻したいと考えている。
鳳鶴（ほうかく）
南域の沿海州の製塩業の元締め。承安に本拠を持ち、左遷されてきた役人「面涼」を神輿にかついで月原弦斉を救出。反乱軍を立ち上げた。承安軍の影の支配者だが、軍の指揮や政治の能力等は無い。
臨在（りんざい）
承安軍唯一の騎兵隊の将軍。温蕉の前哨戦ではたった1000の近衛騎兵連隊に敗北する。
ムルト
崇鳳に従う奴隷少女。天然ボケだが、鋭いところもある。元は南方にある島一つ、街一つの小さな王国の王族の出身。だが、将軍の反乱により一族は処刑され、自身も奴隷商人に売り飛ばされた。元王族ゆえに文字の読み書きが出来る。

## 既刊一覧
- 鷹見一幸（著）・春日歩（イラスト） 『ご主人様は山猫姫』 アスキー・メディアワークス→KADOKAWA〈電撃文庫〉、全13巻
  1. 「辺境見習い英雄編」、2009年4月10日初版発行（同日発売[5]）、ISBN 978-4-04-867770-7
  2. 「辺境駆け出し英雄編」、2009年7月10日初版発行（同日発売[6]）、ISBN 978-4-04-867908-4
  3. 「辺境新米英雄編」、2009年11月10日初版発行（同日発売[7]）、ISBN 978-4-04-868148-3
  4. 「辺境若輩英雄編」、2010年3月10日初版発行（同日発売[8]）、ISBN 978-4-04-868401-9
  5. 「辺境中堅英雄編」、2010年7月10日初版発行（同日発売[9]）、ISBN 978-4-04-868646-4
  6. 「辺境双璧英雄編」、2010年11月10日初版発行（同日発売[10]）、ISBN 978-4-04-870094-8
  7. 「北域見習い英雄編」、2011年4月10日初版発行（同日発売[11]）、ISBN 978-4-04-870422-9
  8. 「北域覇王編」、2011年8月10日初版発行（同日発売[12]）、ISBN 978-4-04-870741-1
  9. 「帝国崩壊編」、2012年3月10日初版発行（同日発売[13]）、ISBN 978-4-04-886547-0
  10. 「北域王雄飛編」、 2012年8月10日初版発行（同日発売[14]）、ISBN 978-4-04-886709-2
  11. 「南北雌雄決戦編」、2012年12月10日初版発行（同日発売[15]）、ISBN 978-4-04-891165-8
  12. 「帝都再興編」、2013年5月10日初版発行（同日発売[16]）、ISBN 978-4-04-891664-6
  13. 「大団円終劇編」、2014年4月10日初版発行（同日発売[17]）、ISBN 978-4-04-866224-6